# Верхньорогачицька селищна рада
Верхньорога́чицька се́лищна ра́да — адміністративно-територіальна одиниця та орган місцевого самоврядування в Верхньорогачицькому районі Херсонської області. Адміністративний центр — селище міського типу Верхній Рогачик.

## Загальні відомості
- Територія ради: 298,326 км²
- Населення ради: 7 136 осіб (станом на 2001 рік)
- Територією ради протікає річка Рогачик

## Населені пункти
Селищній раді підпорядковані населені пункти:
- смт Верхній Рогачик
- с. Вишневе
- с. Зоря
- с. Володимирівка
- с. Трудовик

## Склад ради
Рада складається з 30 депутатів та голови.
- Голова ради: Коротун Світлана Іванівна
- Секретар ради: Мельник Любов Леонідівна

### Керівний склад попередніх скликань
| Прізвище, ім'я, по батькові | Основні відомості                                                        | Дата обрання | Дата звільнення |
| --------------------------- | ------------------------------------------------------------------------ | ------------ | --------------- |
| Фесенко Надія Василівна     | Селищний голова, 1954 року народження, позапартійна                      | 26.03.2006   | 31.10.2010      |
| Коротун Світлана Іванівна   | Селищний голова, 1964 року народження, освіта вища, член Партії регіонів | 31.10.2010   |                 |

Примітка: таблиця складена за даними сайту Верховної Ради України

### Депутати
За результатами місцевих виборів 2010 року депутатами ради стали:

#### За суб'єктами висування
| Суб'єкт висування                                       | Кількість обраних депутатів | %    |
| ------------------------------------------------------- | --------------------------- | ---- |
| Партія регіонів                                         | 12                          | 40   |
| Комуністична партія України                             | 6                           | 20   |
| Політична партія Всеукраїнське об'єднання «Батьківщина» | 5                           | 16,7 |
| Партія «Демократичний Союз»                             | 2                           | 6,7  |
| Соціалістична партія України                            | 2                           | 6,7  |
| Партія «Справедливість»                                 | 1                           | 3,3  |
| Політична партія «Сильна Україна»                       | 1                           | 3,3  |
| Українська соціал-демократична партія                   | 1                           | 3,3  |

#### За округами
| № округу                                                | Прізвище, ім'я, по батькові     | Дата визнання обраним | Освіта             | Партійна приналежність                        | Відомості про обраного депутата                                        |
| ------------------------------------------------------- | ------------------------------- | --------------------- | ------------------ | --------------------------------------------- | ---------------------------------------------------------------------- |
| Комуністична партія України                             |                                 |                       |                    |                                               |                                                                        |
| 2                                                       | Кувшинова Валентина Максимівна  | 03.11.2010            | середня            | член Комуністичної партії України             | тимчасово не працює                                                    |
| 7                                                       | Байша Петро Васильович          | 03.11.2010            | вища               | член Комуністичної партії України             | Управління ветмедицини райдержадміністрації, інспектор ветмедицини     |
| 15                                                      | Данієлян Рафік Мікаєлович       | 03.11.2010            | середня            | член Комуністичної партії України             | пенсіонер                                                              |
| 17                                                      | Євченко Любов Олексіївна        | 03.11.2010            | вища               | член Комуністичної партії України             | загальноосвітня школа № 1, вчитель                                     |
| 19                                                      | Загоруйко Анатолій Миколайович  | 03.11.2010            | середня            | член Комуністичної партії України             | пенсіонер                                                              |
| 29                                                      | Дарницька Ніла Анатоліївна      | 03.11.2010            | середня            | член Комуністичної партії України             | Управління праці та соціального захисту населення, спеціаліст          |
| Партія «Демократичний Союз»                             |                                 |                       |                    |                                               |                                                                        |
| 6                                                       | Желізняченко Ольга Іванівна     | 03.11.2010            | вища               | член Партії «Демократичний Союз»              | Приватне-підприємство «Желізняченко», голова                           |
| 16                                                      | Мельник Любов Леонідівна        | 03.11.2010            | вища               | член Партії «Демократичний Союз»              | Управління праці та соціального захисту населення, головний спеціаліст |
| Партія регіонів                                         |                                 |                       |                    |                                               |                                                                        |
| 1                                                       | Дрозд Людмила Іванівна          | 03.11.2010            | вища               | член Партії регіонів                          | Райспоживспілка, директор                                              |
| 10                                                      | Кондратенко Валентина Йосипівна | 03.11.2010            | середня спеціальна | член Партії регіонів                          | ВАТ НАСК «Оранта», начальник                                           |
| 12                                                      | Неручок Валентин Іванович       | 03.11.2010            | вища               | член Партії регіонів                          | ВАТ"Херсонгаз", майстер                                                |
| 14                                                      | Маніленко Юрій Олексійович      | 03.11.2010            | вища               | член Партії регіонів                          | Гімназія, директор                                                     |
| 18                                                      | Чорненко Ксенія Іванівна        | 03.11.2010            | середня            | член Партії регіонів                          | Горностаїське МУВТ, диспетчер                                          |
| 20                                                      | Леонтьєв Андрій Володимирович   | 03.11.2010            | середня            | член Партії регіонів                          | тимчасово не працює                                                    |
| 21                                                      | Калюжна Алла Леонідівна         | 03.11.2010            | середня спеціальна | член Партії регіонів                          | ЦРЛ, фельдшер швидкої допомоги                                         |
| 22                                                      | Лапіна Лариса Федорівна         | 03.11.2010            | середня            | член Партії регіонів                          | Фермерське господарство «Євгенія», завідувачка                         |
| 23                                                      | Ігнатенко Сергій Іванович       | 03.11.2010            | середня            | член Партії регіонів                          | Райдержадміністрація, водій                                            |
| 24                                                      | Поліщук Олександр Сергійович    | 03.11.2010            | середня            | член Партії регіонів                          | приватний підприємець                                                  |
| 25                                                      | Поліщук Тетяна Яківна           | 03.11.2010            | середня спеціальна | член Партії регіонів                          | Ветаптека, завідувачка                                                 |
| 30                                                      | Соглаєва Валерія Володимирівна  | 03.11.2010            | середня            | член Партії регіонів                          | АЗС «Сент+», оператор                                                  |
| Партія «Справедливість»                                 |                                 |                       |                    |                                               |                                                                        |
| 3                                                       | Заїка Олександр Олександрович   | 03.11.2010            | вища               | член Партії «Справедливість»                  | тимчасово не працює                                                    |
| Політична партія Всеукраїнське об'єднання «Батьківщина» |                                 |                       |                    |                                               |                                                                        |
| 4                                                       | Собур Віра Олександрівна        | 03.11.2010            | середня            | член Всеукраїнського об'єднання «Батьківщина» | тимчасово не працює                                                    |
| 8                                                       | Кондратенко Микола Васильович   | 03.11.2010            | середня            | член Всеукраїнського об'єднання «Батьківщина» | санепідемстанція, водій                                                |
| 11                                                      | Байша Зінаїда Володимирівна     | 03.11.2010            | вища               | член Всеукраїнського об'єднання «Батьківщина» | Районна рада, провідний спеціаліст                                     |
| 26                                                      | Баклажова Світлана Анатоліївна  | 03.11.2010            | вища               | член Всеукраїнського об'єднання «Батьківщина» | загальноосвітня школа № 1, вчитель                                     |
| 28                                                      | Марцафель Юлія Юріївна          | 03.11.2010            | вища               | член Всеукраїнського об'єднання «Батьківщина» | ЦРЛ, лікар                                                             |
| Політична партія «Сильна Україна»                       |                                 |                       |                    |                                               |                                                                        |
| 13                                                      | Дичко Галина Дмитрівна          | 03.11.2010            | вища               | член Політичної партії «Сильна Україна»       | пенсіонер                                                              |
| Соціалістична партія України                            |                                 |                       |                    |                                               |                                                                        |
| 5                                                       | Самойленко Людмила Михайлівна   | 03.11.2010            | середня спеціальна | член Соціалістичної партії України            | Управління ветеринарної медицини, райветлікар                          |
| 9                                                       | Бабенко Валентина Миколаївна    | 03.11.2010            | вища               | член Соціалістичної партії України            | загальноосвітня школа № 2, вчитель                                     |
| Українська соціал-демократична партія                   |                                 |                       |                    |                                               |                                                                        |
| 27                                                      | Безрідний Дмитро Іванович       | 03.11.2010            | вища               | член Української соціал-демократичної партії  | Верхньорогачицька селищна рада, заступник голови                       |